# Bathyplectes aspergus
Bathyplectes aspergus är en stekelart som beskrevs av Dbar 1985. Bathyplectes aspergus ingår i släktet Bathyplectes och familjen brokparasitsteklar. Inga underarter finns listade.